# The Cuban Love Song
The Cuban Love Song is een Amerikaanse muziekfilm uit 1931 onder regie van W.S. Van Dyke.

## Verhaal
De Amerikaanse marinier Terry is gestationeerd in Havana. Daar wordt hij verliefd op de Cubaanse pindaverkoopster Nenita. Bij de uitbraak van de Eerste Wereldoorlog gaat hij naar Europa. Wanneer hij tien jaar later terugkeert naar Havana, ontdekt hij dat Nenita inmiddels gestorven is. Hij blijkt wel een 9-jarige zoon te hebben.

## Rolverdeling
| Acteur           | Personage  |
| ---------------- | ---------- |
| Lawrence Tibbett | Terry      |
| Lupe Vélez       | Nenita     |
| Ernest Torrence  | Romance    |
| Jimmy Durante    | O.O. Jones |
| Karen Moley      | Crystal    |
| Louise Fazenda   | Elvira     |
| Hale Hamilton    | John       |
| Mathilde Comont  | Tante Rose |
| Philip Cooper    | Terry jr.  |